# 花壇鄉
24°01′47″N 120°32′17″E / 24.0297°N 120.5381167°E
花壇鄉，舊稱「茄苳腳」，位於臺灣彰化縣北部，比鄰縣治彰化市，東側隔八卦台地與芬園鄉隔山相接，南鄰大村鄉，西毗秀水鄉，北臨彰化市。

## 歷史

### 地名由來
花壇鄉得名自現在花壇村之舊稱「茄苳腳」，因為從前這一帶是茄苳樹茂生之地，經當初移民的採伐，進而開墾成耕地，並建莊於此，所以以它為地名。由於茄苳腳之臺灣話讀音與日語下等客（かとうきゃく）唸法相似，由於讀音不雅，採納花壇之日語外來語(GARDEN)之音讀Kadan近似，故於大正9年(1920年)改稱至今沿用。

### 明鄭時期
明鄭時期，曾在白沙坑（今白沙村、文德村一帶）此地進行開發。

### 清治時期
康熙60年於諸羅縣下設立燕霧堡。雍正元年彰化縣設縣，本鄉改隸屬燕霧上堡，屬於彰化縣管轄。同治元年（1862年），戴潮春事件中「馬鳴山燕霧堡會戰」、「秀水燕霧堡會戰」在此行政區域內交戰。

### 日治時期
日本於乙未戰爭後統治台灣，並於茄苳腳設置保良局。後因其讀音不雅（與日語的下等客音似）而改稱「花壇」，並於大正9年設「花壇庄」。

### 戰後時期
中華民國接管臺灣後，民國35年進行地方制度調整，改隸為臺中縣彰化區花壇鄉，民國39年實施小縣制，改隸彰化縣至今。

## 地理

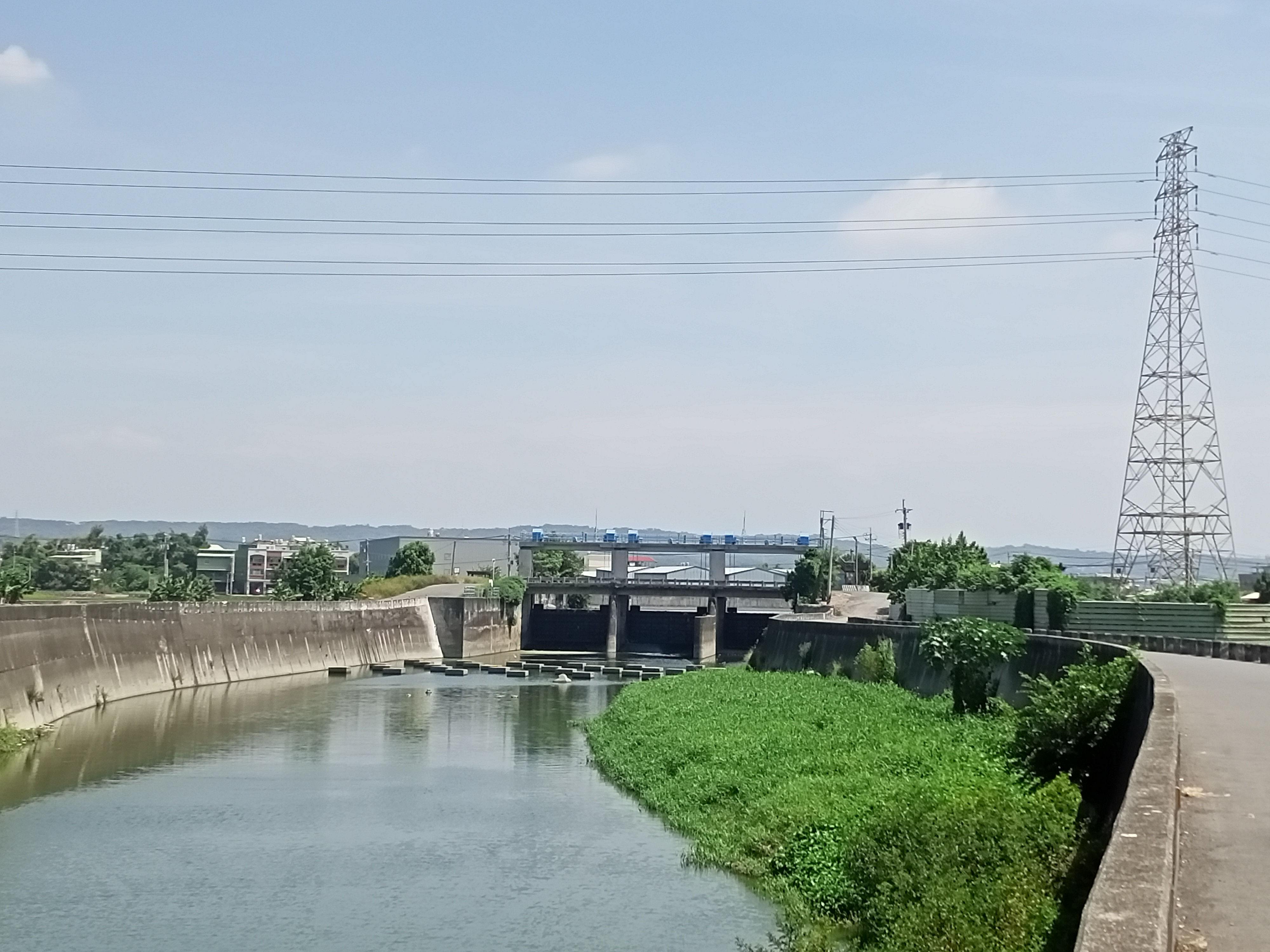
石笱埤圳

### 位置
本鄉位西台灣中部彰化縣之中北地點，東經一二0度三0分三七秒至一二0度三五分四九秒四、北緯自二四度0分一三秒八至二四度三分二七秒。 東靠八卦山脈連芬園鄉，西瞰、秀水鄉、南接大村鄉，北至彰化市為界。 鄉境總面積三四．一九三平方公里東西長度八、 七二七公尺，南北寬度四、四九七公尺，海拔最高二五六．二公尺，最低一0．0公尺

### 地形
花壇位於彰化平原的東北側，西邊大部分為平原，東邊有八卦台地，有紅壤分布，且有深厚的黏土層。另八堡圳流經灌溉平原地帶。

### 水文
因鄉內東側為八卦台地，因東高西低，在經年累月的沖刷，山邊的地形呈現坑谷狀的溪流型態，因此許多地名以「OO坑」為名。因地處八卦台地與平原之交接處，此地的地下水資源豐富，當地之自來水廠以地下水作為供給來源。石笱埤圳流經鄉内，為八堡圳八堡一圳的一大支線，花壇排水、兩大水圳則流向洋仔厝溪往鹿港方向流向台灣海峽。

### 人口
根據彰化縣彰化戶政事務所及內政部戶政司統計，2024年底花壇鄉戶數約1.5萬戶，人口約4.3萬人，人口密度每平方公里約1,192人。鄉內人口最多與最少的村分別是長沙村與中口村，2024年底兩村人口分別為5,792人與763人。

## 政治

### 歷任首長
| 任次   | 姓名   | 備註                                           |
| ------ | ------ | ---------------------------------------------- |
| 1      | 施蕃薯 |                                                |
| 2      | 施蕃薯 |                                                |
| 3      | 施蕃薯 |                                                |
| 4      | 周汝東 |                                                |
| 5      | 周汝東 |                                                |
| 6      | 李添本 |                                                |
| 7      | 李添本 |                                                |
| 8      | 黃紹啟 |                                                |
| 9      | 黃紹啟 |                                                |
| 10     | 黃家本 |                                                |
| 11     | 黃家本 |                                                |
| 12     | 唐鎮林 |                                                |
| 13     | 唐鎮林 |                                                |
| 14     | 曾文勳 |                                                |
| 15     | 曾文勳 |                                                |
| 16     | 施華芬 | 因賄選遭最高法院定讞，故遭彰化縣政府予以解職。 |
| 16代理 | 鄭錫全 | 因施華芬遭到解職，由彰化縣政府指派代理。       |
| 16     | 顧金土 | 補選上任                                       |
| 16代理 | 李六全 | 因顧金土遭到解職，由彰化縣政府指派代理         |
| 16     | 李成濟 | 二次補選上任                                   |
| 17     | 李成濟 | 連任                                           |
| 18     | 顧勝敏 |                                                |
| 19     | 顧勝敏 | 連任                                           |

### 鄉政組織

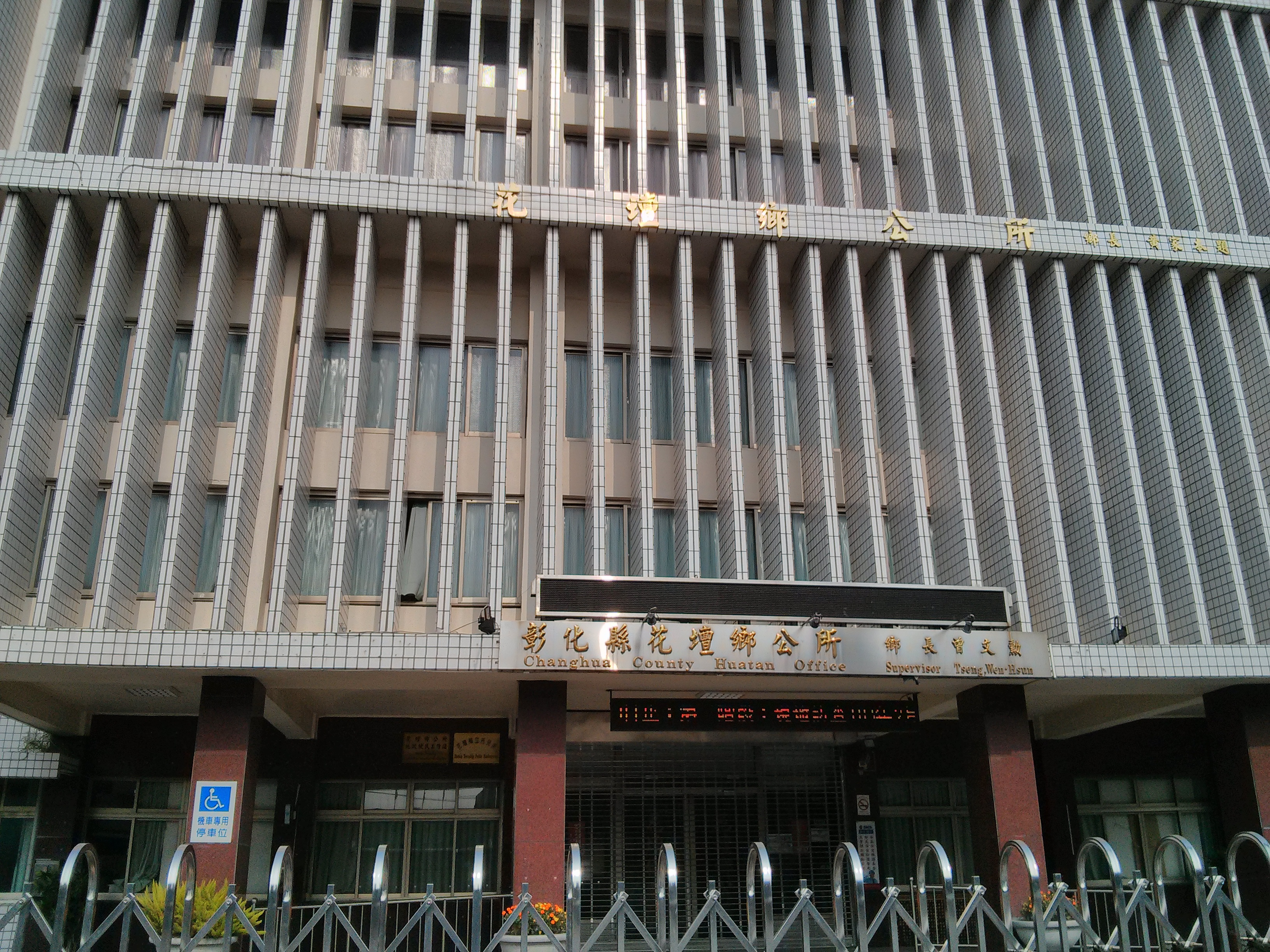
花壇鄉公所

花壇鄉公所是花壇鄉最高層級的地方行政機關，在中華民國政府架構中為鄉自治的行政機關，同時負責執行縣政府及中央機關委辦事項，花壇鄉的自治監督機關為彰化縣政府。鄉長由全體鄉民直接選舉產生，任期為四年，可連選連任一次。花壇鄉公所並置鄉政會議，為鄉政最高決策機構，在鄉長之下，設有5課4室等9個內部單位及4個附屬機關。
花壇鄉民代表會是花壇鄉的最高民意機關，代表花壇鄉全體鄉民立法和監察鄉政。鄉民代表由公民直選選出，任期為四年，可連選連任。花壇鄉民代表會共有11位鄉民代表，分別為第一選區3席鄉民代表、第二選區5席鄉民代表、第三選區3席鄉民代表，主席、副主席由11位鄉民代表互選產生。

### 行政區
花壇鄉的行政區劃轄有18村309鄰，其行政區域分布情形為：
| 次分區 | 村名   | 村名   | 村名   | 村名   | 村名   | 村名   |
| ------ | ------ | ------ | ------ | ------ | ------ | ------ |
| 北區   | 中口村 | 北口村 | 長沙村 | 文德村 | 白沙村 | 岩竹村 |
| 東南區 | 橋頭村 | 灣雅村 | 灣東村 | 三春村 | 永春村 | 長春村 |
| 西南區 | 花壇村 | 金墩村 |        | 劉厝村 | 崙雅村 | 南口村 |

## 經濟
本鄉位於彰化平原，以務農且生產水稻為大宗，於台灣市場上有名的代表「金墩米」為本鄉出名品牌，其次為三家春村的茉莉花燻茶、製茶產業揚名國際。倚靠八卦山脈山區，有許多果樹農產栽培，主要有虎山岩地區竹筍、西施柚、放山雞，灣東村溫室小番茄、楊桃、乳牛
另外因山區台地的土壤中黏土層有相當厚度，在過去花壇鄉的磚窯業相當發達，另在中橋街與彰員路交叉口有座八卦窯，為本鄉之著名景點。
花壇鄉因省道台一線串聯彰化市、員林市、台74甲直達台中市，與台鐵花壇站，交通發達，因此主幹道附近有許多中小企業工廠因都市發展而進駐。
位於花壇火車站附近的平和街私娼寮的「溝仔邊」有全台唯一的櫥窗女郎，全盛時期長約百公尺的街道在兩旁就有約三十家的櫥窗女郎，但現在已被清空。

## 教育

### 國民中學
- 彰化縣立花壇國民中學

### 國民小學
- 彰化縣花壇鄉花壇國民小學
- 彰化縣花壇鄉文祥國民小學
- 彰化縣花壇鄉僑愛國民小學
- 彰化縣花壇鄉三春國民小學
- 彰化縣花壇鄉白沙國民小學
- 彰化縣花壇鄉華南國民小學

### 鄉立幼兒園
- 彰化縣花壇鄉立幼兒園

### 圖書館
- 花壇鄉立圖書館（李東運捐助）

## 交通

### 鐵路
臺灣鐵路公司
- 縱貫線：花壇車站

### 公路
- 台1線：彰化市 - 花壇鄉 - 大村鄉
- 台74甲線：彰化東外環道
- 縣道137號：彰化市 - 花壇鄉 - 大村鄉
- 縣道139號：彰化市 - 花壇鄉 - 芬園鄉
- 縣道146甲線：秀水鄉 - 花壇鄉

### 公車客運
- 彰化客運：往返彰化市到員林市行經台1線及縣道137號。
- 員林客運：往返彰化市到西螺鎮行經台1線。
- 統聯客運：知名長途客運公司，往台北、三重及可於國道1號中壢服務區轉乘往桃園國際機場等班次路線。
- 國光客運：知名長途客運公司，往台北、三重等地區。

## 旅遊

### 景點
- 白沙坑富美宮：主祀蕭府千歲
- 白沙坑文德宮:宰相帽土地公(大甲媽遶境回鑾停駕點)
- 彰化高爾夫球場
- 茉莉花壇夢想館
- 三春製茶廠
- 魚苗寮日月池
- 三春老樹：因樹型特殊,受全國攝影迷所稱道,屢屢見於各大攝影展獲獎,且因當地特產茉莉花而使得知名飲料麥香來拍攝茉莉花茶廣告，因而聞名全台。
- 六哥老樹
- 劉厝茄苳老樹：位於劉厝村明德街的路中央有棵百年的茄苳樹。
- 磚瓦窯文化館
- 八卦窯
- 縣道139綠色隧道
- 大山牧場
- 卦山少林寺
- 燕窩博物館
- 艾草之家

### 古蹟

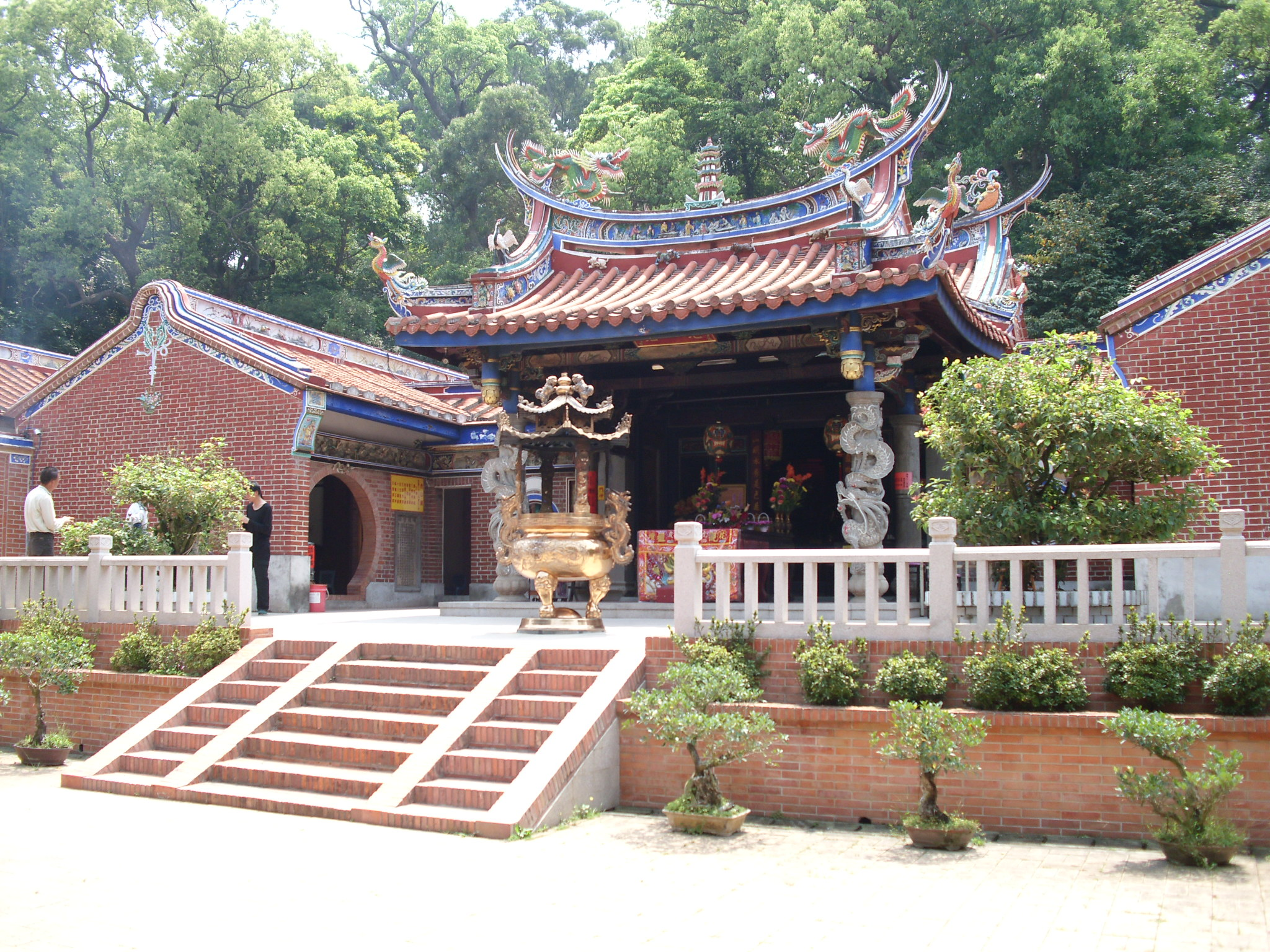
虎山巖

- 虎山巖：為國家三級古蹟，創建於清乾隆十二年。供奉觀世音菩薩，為三合院單殿式。為彰化八景之一，有「虎巖聽竹」之譽。
- 白沙坑文德宮：在乾隆二十六年後建立。頭戴烏紗帽的福德老爺，全國僅見，另每年元宵節會舉辦大型的花燈遊行。
- 灣仔口楓灣宮：建立於清同治二年（1863年）。位於灣雅村，已有150多年歷史。

### 名產
- 金墩米
- 茉莉花
- 西施柚
- 竹筍
- 楊桃
- 放山雞
- 帝王柑
- 拖鞋
- 製磚
- 淡水魚苗
- 溫室小番茄

## 外部連結
- 花壇鄉公所 （页面存档备份，存于）
- 花壇鄉公所的Facebook專頁
- YouTube上的花壇鄉公所頻道